# Гильом I (граф Сансера)

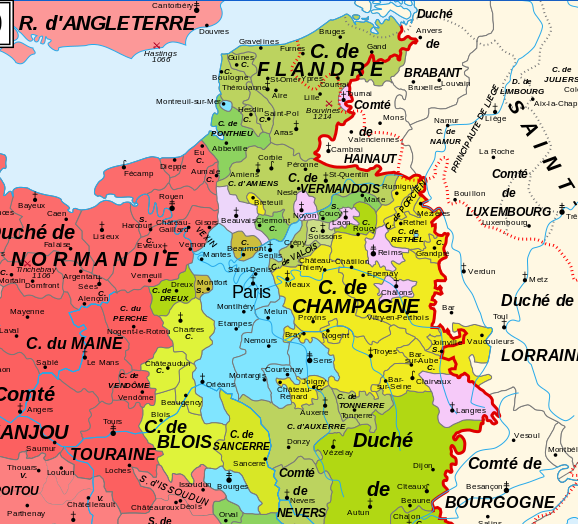
Графство Сансер на карте Северо-Восточной Франции

Гильом I де Сансер (фр. Guillaume Ier de Sancerre; ок. 1176 — 1217) — граф Сансера, сеньор де Сен-Бриссон и де Ла Ферте-Лупьер.

## Биография
Представитель младшей ветви Дома де Блуа-Шампань. Старший сын Стефана, первого графа Сансера, от его второй жены Беатрисы. Стал графом после смерти отца, погибшего в 1191 году при осаде Акры.
27 июля 1214 года  вместе со своим братом и вассалом Стефаном де Сансер сражался в армии короля Филиппа II Августа в битве при Бувине. Был лейтенантом в армии герцог Бургундии Эда III.
В 1217 году отправился в Константинополь в свите своего шурина Пьера II де Куртене, которому бароны Латинской империи предложили корону императора. Не сумев завоевать для венецианцев Диррахий, Пьер со своей армией был вынужден добираться от Диррахия к Фессалоникам по суше. На этом пути франков встретили войска правителя Эпира и Фессалии Феодора Комнина Дуки. Франки были полностью разгромлены, а Пьер де Куртене попал в плен. Гильом де Сенсер также был пленен и вскоре умер в заключении.

## Семья и дети
Трижды вступал в брак.
∞ (1207) Дениза (1173-1207), дама де Деоль и де Шатору, дочь и наследница Рауля VI де Деоль, вдова Андре де Шовиньи
∞ Мария, дочь Эббе VI, сеньора де Шарантон-дю-Шер
∞ (1211) Эсташия де Куртене (1176-1235), дама де Пласи-сюр-Армансон, дочь Пьера I де Куртене, сестра Пьера II де Куртене, вдова Гильома де Бриенн
В третьем браке родились:
- Людовик I (ум. 1268) — граф Сансера
- (возможно) Беатриса, супруга Гильома I, графа де Жуаньи
- (возможно) Луиза, супруга Рено де Пьерпон